# Hawthorn (Gal·les)
Hawthorn (en gal·lès: Y Ddraenen Wen) és un town i un ward (~districte electoral) a la comunitat del town de Pontypridd, al county borough de Rhondda Cynon Taf, a 16 km al nord-oest de Cardiff, la capital de Gal·les. Històricament pertanyia a la parròquia d'Eglwysilan, dins de Mid Glamorgan. El town acull un pub (Hawthorn inn), algunes botigues, una oficina de correus, un centre d'oci, una piscina pública i l'institut Hawthorn.

## Districte electoral
Hawthorn també forma un districte electoral que comprèn els assentaments de Lower Rhydyfelin i Upper Boat. Elegeix un conseller del comtat per formar part del Rhondda Cynon Taf County Borough Council, amb Martin Fidler Jones elegit el 2017 pel Partit Laborista.
Les propostes inicials per a una revisió dels acords electorals del 2018 per part del Consell de la RCT, com a part de la revisió de la Comissió de Democràcia Local i Fronteres per a Gal·les sobre els acords electorals per al Consell de la RCT, suposarien una reducció de la mida del ward de Hawthorn amb la creació d'un nou ward a partir d'elements del ward veí de Rhydfelen Central, que també es reduiria de mida, creant 3 wards a partir d'aquests dos. La Comissió de Democràcia Local i Fronteres de Gal·les n'estudiava les propostes, juntament amb les aportacions del públic. Es preveia que com a mínim aquests canvis no s'implementarien abans de les eleccions municipals del 2022.
Per a les eleccions al Pontypridd Town Council, es divideix en dos wards, Hawthorn i Rhydefelin Lower, que escullen tres town councillors (~regidors).